# Corinth (Kentucky)
Corinth és una població dels Estats Units a l'estat de Kentucky. Segons el cens del 2000 tenia 181 habitants.

## Demografia
Segons el cens del 2000, Corinth tenia 181 habitants, 75 habitatges, i 44 famílies. La densitat de població era de 194,1 habitants/km².
Dels 75 habitatges en un 33,3% hi vivien nens de menys de 18 anys, en un 45,3% hi vivien parelles casades, en un 10,7% dones solteres, i en un 41,3% no eren unitats familiars. En el 41,3% dels habitatges hi vivien persones soles el 21,3% de les quals corresponia a persones de 65 anys o més que vivien soles. El nombre mitjà de persones vivint en cada habitatge era de 2,41 i el nombre mitjà de persones que vivien en cada família era de 3,34.
Per edats la població es repartia de la següent manera: un 32,6% tenia menys de 18 anys, un 8,8% entre 18 i 24, un 23,8% entre 25 i 44, un 18,8% de 45 a 60 i un 16% 65 anys o més.
L'edat mediana era de 33 anys. Per cada 100 dones de 18 o més anys hi havia 82,1 homes.
La renda mediana per habitatge era de 23.750 $ i la renda mediana per família de 27.750 $. Els homes tenien una renda mediana de 28.125 $ mentre que les dones 22.917 $. La renda per capita de la població era de 10.952 $. Entorn del 29,8% de les famílies i el 32,2% de la població estaven per davall del llindar de pobresa.

## Poblacions més properes
El següent diagrama mostra les poblacions més properes.